# Jim Dale
Jim Dale, eredeti nevén James Smith, (Rothwell, Northamptonshire, 1935. augusztus 15. –) Tony- és kétszeres Grammy-díjas angol színész (legismertebb filmszerepeit a Folytassa…. sorozat 11 részében játszotta), zeneszerző, forgatókönyvíró.

## Életpályája
Karrierjét stand-up komikusként kezdte. Kisebb szerepeket kapott 1963-ban a Folytassa, taxisofőr! és az 1964-es Folytassa, Jack! című filmekben. A közönségsiker hatására bekerült a sorozat rendszeres szereplői közé. Filmjeiben nem használt kaszkadőrt, sem dublőrt, ennek következtében sérült meg a Folytassa újra, doktor! forgatásán. A Folytassa-sorozat 1992-ben bemutatott legutolsó részében, a Folytassa, Kolumbusz!-ban ő kapta a címszerepet.

## Szerepei

### A Folytassa…. sorozatban
- 1963 – Folytassa, Jack! (Carry on Jack) –  a fiatalabbik gyaloghintós
- 1963 – Folytassa, taxisofőr! (Carry on Cabby)–  Jeremy, az újdonsült apa
- 1964 – Folytassa a kémkedést! (Carry on Spying)–  Carstairs
- 1964 – Folytassa, Kleo! (Carry on Cleo) –  Horsa, brit őslakó
- 1965 – Folytassa, cowboy! (Carry on Cowboy) –  Marshal P. Knutt
- 1965 – Folytassa, ha már otthagyta! (The Big Job) –  Harold rendőr
- 1966 – Folytassa sikoltozva! (Carry on Screaming!) –  Albert Potter
- 1967 – Folytassa, forradalmár! (Don’t Lose Your Head) –  Lord Darcy Pue
- 1967 – Folytassa az idegenlégióban! (Follow That Camel) –  Bertram Oliphant „Bo” West
- 1967 – Folytassa, doktor! (Carry on Doctor) –  Dr. Jim Kilmore
- 1969 – Folytassa újra, doktor! (Carry on Again Doctor) –  Dr. Jimmy Nookey
- 1992 – Folytassa, Kolumbusz! (Carry on Columbus) – Kolumbusz Kristóf

### További szerepeiből
- 1963 – Vasszűz –  Bill, eladó a Thompsonnál
- 1973 – Két balláb az ezredben - avagy hogyan járultam hozzá Hitler bukásához –  Spike Milligan
- 1973 – Digby, a világ legnagyobb kutyája –  Jeff Eldon
- 1977 – Peti sárkánya Peti sárkánya –  Dr. Terminus
- 1979 – Artúr király és az űrhajós –  Sir Mordred
- 1984 – Botrány –  Anthony Crisp, az ellenőr
- 1997 – A Notre Dame-i toronyőr –  Clopin
- 2002 – Harry Potter and the Chamber of Secrets (videójáték) –  Narrátor (csak hang, az Egyesült Királyságban bemutatott változatban)
- 2007 – Harry Potter: Hogwarts Challenge (videójáték) –  Narrátor (csak hang)
- 2007–2009 – Halottnak a csók (tévésorozat) –  Narrátor - 22 részben (csak hang)
- 2009 – Harry Potter: Wizarding World (videójáték) –  Narrátor (csak hang)